# 国务院防治艾滋病工作委员会
国务院防治艾滋病工作委员会，是中华人民共和国国务院成立的国务院议事协调机构，负责防治艾滋病工作。

## 沿革
1995年9月26日，卫生部疾病控制司根据国务院的批复，下发《关于加强预防和控制艾滋病工作的意见》（卫疾控发〔1995〕25号），这是由国务院批准下发的针对中国艾滋病防治的首个政策性文件。
1996年12月9日《国务院办公厅关于国务院防治艾滋病性病协调会议制度有关问题的复函》（国办函〔1996〕78号）同意建立国务院防治艾滋病性病协调会议制度，以加强预防和控制艾滋病性病的领导和协调工作。该协调会议制度对外使用“国家预防艾滋病委员会”名称。日常工作由卫生部负责。
2004年2月10日《国务院办公厅关于成立国务院防治艾滋病工作委员会的通知》（国办发〔2004〕15号）成立国务院防治艾滋病工作委员会。

## 职责
2004年《国务院办公厅关于成立国务院防治艾滋病工作委员会的通知》规定国务院防治艾滋病工作委员会的主要职责是：
1. 研究制定艾滋病防治工作的重大方针、政策和规划；
2. 协调解决全国艾滋病防治工作中的重大问题；
3. 组织有关部门和单位并动员社会各方面力量积极参与艾滋病防治工作[3]。

## 组成人员
| 1996年《国务院办公厅关于国务院防治艾滋病性病协调会议制度有关问题的复函》确定的国务院防治艾滋病性病协调会议制度组成人员是： 组长 - 彭珮云（国务委员） 副组长 - 陈敏章（卫生部部长） - 李树文（国务院副秘书长） 成员 - 戴舟（中宣部秘书长） - 顾家麒（中编办副主任） - 武韬（外交部部长助理） - 郝建秀（国家计委副主任） - 柳斌（国家教委副主任） - 邓楠（国家科委副主任） - 李晋有（国家民委副主任） - 牟新生（公安部副部长） - 杨衍银（民政部副部长） - 张秀夫（司法部副部长） - 高强（财政部部长助理） - 张志坚（人事部副部长） - 王建伦（劳动部副部长） - 傅志寰（铁道部副部长） - 李居昌（交通部副部长） - 孙广相（外经贸部部长助理） - 艾青春（文化部副部长） - 刘习良（广播影视部副部长） - 殷大奎（卫生部副部长） - 李宏规（国家计生委副主任） - 甘国屏（国家工商局副局长） - 梁衡（新闻出版署副署长） - 刘文杰（海关总署副署长） - 佟华龄（国家旅游局党组成员、办公厅主任） - 边少斌（民航总局副局长） - 徐玉麟（国务院法制局副局长） - 李超林（总后卫生部副部长） - 张振远（武警总部后勤部副部长） - 倪豪梅（全国总工会副主席） - 周强（共青团中央书记处书记） - 刘海荣（全国妇联副主席） - 孙柏秋（中国红十字总会副会长） | 2000年3月12日《国务院办公厅关于调整国务院防治艾滋病性病协调会议组成人员的通知》（国办发〔2000〕21号）调整后的国务院防治艾滋病性病协调会议组成人员是： 组长 - 李岚清（国务院副总理） 副组长 - 张文康（卫生部部长） - 徐荣凯（国务院副秘书长） 成员 - 高俊良（中宣部秘书长） - 张志坚（中编办副主任） - 周天顺（外交部部长助理） - 郝建秀（国家计委副主任） - 吕福源（教育部副部长） - 邓楠（科技部副部长） - 李晋有（国家民委副主任） - 罗锋（公安部副部长） - 杨衍银（民政部副部长） - 范方平（司法部副部长） - 高强（财政部副部长） - 徐颂陶（人事部副部长） - 王东进（劳动保障部副部长） - 孙永福（铁道部副部长） - 胡希捷（交通部副部长） - 孙广相（外经贸部副部长） - 李源潮（文化部副部长） - 殷大奎（卫生部副部长） - 赵炳礼（国家计生委副主任） - 赵光华（海关总署副署长） - 杨元元（民航总局副局长） - 吉炳轩（广电总局副局长） - 甘国屏（工商局副局长） - 梁衡（新闻出版署副署长） - 桑国卫（药品监管局副局长） - 佟华龄（旅游局党组成员） - 佘靖（中医药局副局长） - 宋明昌（出入境检验局副局长） - 李建华（总后卫生部副部长） - 王俊杰（武警总部后勤部副部长） - 李奇生（全国总工会副主席） - 胡春华（共青团中央书记处书记） - 刘海荣（全国妇联副主席） - 孙爱明（中国红十字会总会副会长） |

| 2004年《国务院办公厅关于成立国务院防治艾滋病工作委员会的通知》确定的组成人员是： 主任 - 吴仪（国务院副总理） 副主任 - 高强（卫生部常务副部长） - 徐绍史（国务院副秘书长） 成员 - 胡振民（中宣部副部长） - 李盛霖（发展改革委副主任） - 赵沁平（教育部副部长） - 白景富（公安部副部长） - 杨衍银（民政部副部长） - 范方平（司法部副部长） - 肖捷（财政部副部长） - 王东进（劳动保障部副部长） - 彭开宙（铁道部副部长） - 洪善祥（交通部副部长） - 刘坚（农业部副部长） - 易小准（商务部部长助理） - 王陇德（卫生部副部长） - 赵炳礼（人口计生委副主任） - 宋明昌（质检总局党组成员） - 刘绍勇（民航总局副局长） - 胡占凡（广电总局副局长） - 郑筱萸（食品药品监管局局长） - 黄彦蓉（全国总工会副主席） - 杨岳（共青团中央书记处书记） - 莫文秀（全国妇联书记处书记） - 孙爱明（中国红十字会总会副会长） - 王菊梅（河南省副省长） - 蒋超良（湖北省副省长） - 雷于蓝（广东省副省长） - 刘新文（广西壮族自治区副主席） - 刘晓峰（四川省副省长） - 吴晓青（云南省副省长） - 库热西·买合苏提（新疆维吾尔自治区副主席） | 2005年1月20日《国务院办公厅关于增补和调整国务院防治艾滋病工作委员会成员的复函》（国办函〔2005〕8号）增补和调整的成员是： 增补成员 - 李学勇（科技部副部长） - 周明甫（国家民委副主任） - 傅雯娟（建设部副部长） - 刘玉亭（工商总局副局长） - 王国庆（新闻办副主任） - 袁永林（总后勤部卫生部副部长） - 许世宽（武警总部后勤部副部长） 调整成员 - 贾治邦（民政部副部长） - 徐祖远（交通部副部长） - 范小建（农业部副部长） - 王昌顺（民航总局副局长） - 苏菊香（中国红十字会总会副会长） - 蒋大国（湖北省副省长） |

| 2008年4月17日《国务院办公厅关于调整国务院防治艾滋病工作委员会组成人员的通知》（国办发〔2008〕26号）调整后的组成人员是： 主任 - 李克强（国务院副总理） 副主任 - 陈竺（卫生部部长） - 毕井泉（国务院副秘书长） 成员 - 翟卫华（中央宣传部副部长） - 张茅（发展改革委副主任） - 陈小娅（教育部副部长） - 刘燕华（科技部副部长） - 丹珠昂奔（国家民委副主任） - 刘金国（公安部副部长） - 窦玉沛（民政部副部长） - 陈训秋（司法部副部长） - 王军（财政部副部长） - 胡晓义（人力资源社会保障部副部长） - 黄卫（住房城乡建设部副部长） - 彭开宙（铁道部副部长） - 徐祖远（交通运输部副部长） - 危朝安（农业部副部长） - 易小准（商务部副部长） - 赵维绥（文化部副部长） - 马晓伟（卫生部副部长） - 江帆（人口计生委副主任） - 钟攸平（工商总局副局长） - 支树平（质检总局副局长） - 胡占凡（广电总局副局长） - 吴浈（食品药品监管局副局长） - 王国强（中医药局局长） - 袁永林（总后勤部卫生部副部长） - 周锁海（武警部队后勤部副部长） - 张秋俭（全国总工会经费审查委员会主任、书记处书记） - 卢雍政（共青团中央书记处书记） - 莫文秀（全国妇联书记处书记） - 苏菊香（中国红十字会总会副会长） - 孙安民（全国工商联副主席） - 宋璇涛（河南省副省长） - 张岱梨（湖北省副省长） - 雷于蓝（广东省副省长） - 李康（广西壮族自治区副主席） - 陈文华（四川省副省长） - 高峰（云南省副省长） - 铁力瓦尔迪·阿不都热西提（新疆维吾尔自治区副主席） | 2013年《国务院办公厅关于调整国务院防治艾滋病工作委员会组成人员的通知》（国办发〔2013〕55号）调整后的组成人员是： 主任 - 刘延东（国务院副总理） 副主任 - 李斌（国家卫生计生委主任） - 江小涓（国务院副秘书长） 成员 …… - 徐科（国家卫生计生委副主任） - 艾尔肯·吐尼亚孜（新疆维吾尔自治区副主席） |

| 2018年6月7日《国务院办公厅关于调整国务院防治艾滋病工作委员会组成人员的通知》（国办发〔2018〕44号）调整后的组成人员是： 主任 - 孙春兰（国务院副总理） 副主任 - 马晓伟（卫生健康委主任） - 丁向阳（国务院副秘书长） 委员 - 孙志军（中央宣传部副部长） - 陈训秋（中央政法委副秘书长） - 高翔（中央网信办副主任） - 连维良（发展改革委副主任） - 田学军（教育部副部长） - 徐南平（科技部副部长） - 王江平（工业和信息化部副部长） - 李昌平（国家民委副主任） - 侍俊（公安部副部长） - 高晓兵（民政部副部长） - 刘志强（司法部副部长） - 余蔚平（财政部副部长） - 汤涛（人力资源社会保障部副部长） - 刘小明（交通运输部副部长） - 韩俊（农业农村部副部长） - 李金早（文化和旅游部副部长） - 王贺胜（卫生健康委副主任） - 张际文（海关总署副署长） - 范卫平（广电总局副局长） - 邓波清（国际发展合作署副署长） - 李滔（医保局副局长） - 相里斌（中科院副院长） - 王东京（行政学院副院长） - 曲云海（移民局副局长） - 于春孝（铁路局副局长） - 董志毅（民航局副局长） - 马建中（中医药局副局长） - 焦红（药监局局长） - 夏更生（扶贫办党组成员） - 石岱（全国总工会书记处书记） - 尹冬梅（共青团中央书记处书记） - 谭琳（全国妇联副主席、书记处书记） - 王海京（中国红十字会总会副会长） - 谢经荣（全国工商联副主席） - 卢彦（北京市副市长） - 戴柏华（河南省副省长） - 杨云彦（湖北省副省长） - 吴桂英（湖南省副省长） - 余艳红（广东省副省长） - 黄俊华（广西壮族自治区副主席） - 屈谦（重庆市副市长） - 王一宏（四川省副省长） - 王世杰（贵州省副省长） - 李玛琳（云南省副省长） - 芒力克·斯依提（新疆维吾尔自治区副主席） |

## 办事机构
国家卫生健康委员会疾病预防控制局（简称国家卫生健康委疾控局），与国务院防治艾滋病工作委员会办公室（简称国务院防艾办）合署办公，是中华人民共和国国家卫生健康委员会内设机构。
国家卫生健康委员会疾病预防控制局主要负责拟订重大疾病防治规划、国家免疫规划、严重危害人民健康公共卫生问题的干预措施并组织实施，完善疾病预防控制体系，承担传染病疫情信息发布工作。

### 沿革
2001年，在卫生部疾病控制司设立国务院防治艾滋病性病协调会议办公室。
2004年《国务院办公厅关于成立国务院防治艾滋病工作委员会的通知》设立国务院防治艾滋病工作委员会办公室，作为委员会的办事机构。办公室设在卫生部。办公室的主要职责是：
1. 研究提出艾滋病防治规划及有关政策、措施；
2. 指导有关部门制订艾滋病防治工作年度计划、工作方案并提供技术支持；
3. 组织有关部门开展艾滋病防治工作督导检查；
4. 协调有关部门研究解决艾滋病防治工作中的具体问题；
5. 承担艾滋病防治工作信息沟通和联络工作；
6. 承办委员会召开的会议和重要活动，督查落实委员会会议议定事项；
7. 承办委员会交办的其他事项[3]。

根据该通知要求，卫生部于2004年4月1日发文（卫办疾控函〔2004〕121号）通知组建国务院防治艾滋病工作委员会办公室（简称“国艾办”）。办公室内设三个部门：综合管理部、政策协调部、计划督导部。工作人员由卫生部疾病控制司和设在中国疾病预防控制中心的原国务院性病艾滋病协调会议制度办公室组成。国务院防治艾滋病工作委员会办公室成立后，原国务院防治艾滋病性病协调会议办公室自动取消，印章废止。
国务院防治艾滋病工作委员会办公室原设在卫生部疾病控制司。2005年，卫生部疾病控制司更名为卫生部疾病预防控制局。2013年撤销卫生部，成立国家卫生和计划生育委员会，国务院防治艾滋病工作委员会办公室改设在国家卫生和计划生育委员会疾病预防控制局。2018年撤销国家卫生和计划生育委员会，成立国家卫生健康委员会，国务院防治艾滋病工作委员会办公室设在国家卫生健康委员会疾病预防控制局。

### 机构设置
根据有关规定，国家卫生健康委疾控局设置下列机构：
- 综合处
- 监测评价处
- 传染病防控处
- 免疫规划处
- 艾滋病防控处
- 结核病防控处
- 寄生虫病与地方病防控处
- 慢性病与营养管理处
- 精神卫生处
- 环境健康处

### 历任领导
国务院防治艾滋病性病协调会议办公室历任主任、副主任是：

| 主任 - 殷大奎（？－2001年10月，卫生部副部长兼） | 副主任 |

国务院防治艾滋病工作委员会办公室历任主任、副主任是：

| 主任 - 王陇德（2004年2月10日－2007年9月，卫生部副部长兼） - 尹力（2008年9月－2012年2月，卫生部副部长兼） - 徐科（2012年5月－2013年4月，卫生部副部长兼；2013年4月－2014年9月，国家卫生计生委副主任兼） - 王国强（2014年9月－2018年3月，国家卫生计生委副主任、国家中医药局局长兼） - 王贺胜（2018年3月－，卫生健康委副主任兼） 主任助理 - 韩孟杰（2004年－？，中国疾病预防控制中心性病艾滋病中心副主任） - 孙新华（？－？，卫生部疾病预防控制局副巡视员） | 常务副主任 - 齐小秋（2004年－2009年，卫生部疾病控制司司长、卫生部疾病预防控制局局长） - 沈洁（2004年－？，中国疾病预防控制中心副主任） - 陈贤义（2009年11月－2011年5月，卫生部疾病预防控制局局长） - 于竞进（2011年－2017年11月，卫生部疾病预防控制局局长、国家卫生计生委疾病预防控制局局长） - 毛群安（2017年11月－，国家卫生计生委疾病预防控制局局长、卫生健康委疾病预防控制局局长） 副主任 - 郝阳（2004年－？，卫生部疾病控制司副司长、卫生部疾病预防控制局副局长，专职副主任） - 夏刚（？－，国家卫生计生委疾病预防控制局副局长，专职副主任） |